# Det nya riket
Det nya riket med underrubriken Skildringar från attentatens och jubelfesternas tidevarv är en satirisk bok av August Strindberg som utkom 28 september 1882. Titeln syftar på tiden efter representationsreformen 1865 då ståndsriksdagen ersattes av tvåkammarriksdagen. Boken är en uppgörelse med det officiella Sverige och skildrar hur samhället styrs av skojare som stöder och skyddar varandra. Satiren väckte skandal och i veckotidningen Figaro kallades Strindberg "sinnesrubbad".

## Innehåll
I boken gisslar Strindberg "det officiella Sverige" i olika situationer: de frasrika debatterna vid representationsreformens genomförande, den ofta uppskruvade feststämningen vid diverse järnvägsinvigningar som alltid obligatoriskt kulminerar i att kungen vid festmiddagen höjer sitt glas för den nya järnvägsstationen, "en urgammal härd för svenskmannatrohet. (Obs. alla nya järnvägsstationer äro sådana härdar.)" Efter fanfarerna och kungssången kommer turen till landshövdingen. Han erinrar om att "svenska folket alltid älskat sina konungar (såsom Erik av Pommern, Albrekt av Mecklenburg, Kristian II)." På grund av denna trohet mot sina kungar "är svenska folket det lyckligaste i Europa (vilken lycka är så stor, att den icke kan bäras här hemma utan måste njutas i ett annat land, Amerika)".
Kapitlen "Våra idealister" och "Om den offentliga lögnen, kanoniseringar och festtal" är inspirerade av Strindbergs vämjelse inför den frasrika idealism som han så många gånger sett vid akademiska och andra festligheter.
Strindberg betecknade i sin självbiografi boken som en hämndeakt och förklarade att han ville visa sina motståndares "enskilda liv i kontrast med deras offentliga verksamhet".